# Octopus campbelli
Octopus campbelli är en bläckfiskart som först beskrevs av Smith 1902.  Octopus campbelli ingår i släktet Octopus och familjen Octopodidae. Inga underarter finns listade i Catalogue of Life.